# Online-PR
Online-PR oder Online-Public-Relations (auch digitale PR genannt) ist eine Form der Öffentlichkeitsarbeit, bei der mit organisationalen Anspruchsgruppen nicht über klassische Medien (wie Rundfunk- oder Printmedien) kommuniziert wird, sondern über das Internet. Strategische Online-PR umfasst die Kommunikationsaktivitäten von Organisationen (wie beispielsweise Unternehmen, Non-Profit-Organisationen, Behörden oder Parteien) im Internet, die der Handlungskoordination mit internen und externen Stakeholdern und der Interessenklärung dienen. Unter Online-PR wird im Verständnis mancher Praktiker auch das Herstellen von Öffentlichkeit für Websites und Blogs verstanden. Bezieht sich die Online-PR primär auf soziale Online-Medien wird in der Praxis auch von Social Media Relations gesprochen.
Beim Sonderfall der Online-Pressearbeit werden Unternehmensinformationen an Online-Redaktionen, Presseportale und Webverzeichnisse (Blog-, Link-, Web-Feed-Verzeichnisse) distribuiert. Durch Online-PR ändert sich die klassische Pressearbeit. Wie jede PR soll auch die Online-PR dazu beitragen, dass eine Organisation, Neuigkeiten, Fachartikel oder ein Projekt von der Öffentlichkeit wahrgenommen und wertgeschätzt wird. Die Öffentlichkeit wird in der Online-PR allerdings nicht mehr als schlichter Konsument betrachtet. Stattdessen gestaltet sie über Kommentare, Rezensionen uvm. den Inhalt mit und steigert so die Glaubwürdigkeit der aufgestellten Aussagen.

## Grundlegende Funktionen von Online-PR
Die Online-PR soll eine Organisation oder ein Individuum über Online-Kanäle nach außen hin vertreten und seine Ziele und offiziellen Sichtweisen vermitteln. Dementsprechend können PR-Strategen als Arbeiter angesehen werden, die auf die Kommunikation und die Präsentation von Argumenten spezialisiert sind und rhetorische Strategien anwenden, um bestimmte Ziele zu erreichen.
Im Rahmen der Online-PR werden, wie auch in der Öffentlichkeitsarbeit abseits der Online-Kanäle, verschiedene Disziplinen unterschieden: Finanz-PR (Kommunikation von Geschäftsberichten und Unternehmensstrategien), Konsumenten- und Lifestyle-PR (Verbreitung eines bestimmten Produkts bzw. eines Dienstleistung), Krisenkommunikation, Interne Kommunikation, Lobbyismus und Medienarbeit.
Der Aufbau und Erhalt von Beziehungen mit Instanzen, die Organisationen und Individuen beeinflussen können, bildet eine zentrale Rolle in der Öffentlichkeitsarbeit. Im Bereich der Online-PR stehen diese Beziehungen beispielsweise bei Online-Redaktionen, Bloggern oder Seitenadministratoren großer Gruppen in sozialen Netzwerken. In jeder Disziplin der Online-PR werden typische Aktivitäten gesetzt, wie Medienereignisse, Presseaussendungen, Newsletter, Blogbeiträge, Social Media Posts uvm.

### Informationder Bezugsgruppen
Im Rahmen der Online-PR wird das Internet als Distributionskanal verwendet, beispielsweise, um Presseinformationen, Geschäftsberichte oder andere PR-Produkte kostengünstig zu verbreiten. Durch die multimediale Aufbereitung von PR-Produkten (z. B. von Kundenmagazinen) kann ein höherer Erlebniswert geschaffen bzw. eine große Informationstiefe werden.
Eine Grundaufgabe der Online-PR ist das Bereitstellen von Information, die für die Bezugsgruppe (Stakeholder) relevant ist: für Mitarbeiter, Journalisten, Investoren, Nachbarn, aber auch für (potenzielle) Kunden. Hierzu können Organisationen monologische oder dialogorientierte Kommunikation beginnen oder sich an der Kommunikation Dritter beteiligen.
Eine fundamentale Technik ist dabei die Identifikation der Zielgruppe und die Anpassung der Informationen an das Publikum. Manchmal erfordern unterschiedliche Zielgruppen die Anpassung mehrerer, komplementärer Botschaften. Die Erforschung der Zielgruppe ist für die Online-PR von besonderer Bedeutung, da Online-Kanäle eine Reihe von Informationen der Interessenten bereithalten (Profilinformationen, Nutzerverhalten auf Veröffentlichungen), die für folgende PR-Arbeiten verwendet werden können.
Da das Internet häufig erste Anlaufstation ist, wenn jemand Informationen – beispielsweise zu einem Unternehmen, einem Produkt oder einem Verein – sucht, kommt der Online-PR zunehmend Bedeutung zu. Ziel ist, den Bezugsgruppen die für sie relevanten Informationen jederzeit und aktuell zugänglich zu machen. Häufig werden hierzu spezielle Themen- oder Zielgruppen-Portale innerhalb von Websites eingerichtet. Gelegentlich werden Websites zu bestimmten Fachthemen auf so genannten Microsites, also losgelöst von der Unternehmenswebsite, aufbereitet.
Wichtig ist dabei, dass das Unternehmensprofil onlinegerecht präsentiert wird (Verzicht auf grelle Farben, geordnete Textstruktur), aber die eigenständige Corporate Identity des Unternehmens dabei nicht verloren geht.

### Dialogmit den Bezugsgruppen
Neben einseitiger monologischer Kommunikation (also dem Bereitstellen von Informationen) kann Online-PR auch einen Dialog mit Bezugsgruppen herstellen bzw. unterstützen. Dabei kann das Internet beispielsweise im Rahmen einer mehrmedialen PR-Kampagne ein Kommunikationskanal mit Feedbackmöglichkeit sein und andere PR-Instrumente ergänzen. Möglich ist aber auch, den Dialog mit Bezugsgruppen vorwiegend im Internet zu pflegen. Traditionell geschieht dies in Foren oder Gästebüchern. Seit etwa 2005 wird in der PR-Forschung intensiv über die Veränderung der Öffentlichkeit durch Social Media (also z. B. Weblogs, Videosites, Social Networks, Microblogging) diskutiert. Neuere Strategien der Online-PR schließen Strategien ein, in dem durch Social Media entstandenen vormedialen Raum zu kommunizieren. Entscheidend dabei ist, ob es gelingt, dort Nutzen zu stiften und Beziehungen aufzubauen. Diese Überlegung geht einher mit einer veränderten Auffassung von PR allgemein: PR wird hierbei vor allem als Investition in Reputationskapital gesehen, weniger als direktes Marketinginstrument. Typische Maßnahmen von Online-PR im vormedialen Raum sind Corporate Blogs, das Schaffen von eigenen Communitys oder Fansites innerhalb großer Social Networks (wie Facebook) oder Channels auf Videoplattformen.

### Digitales Marketing
Beim digitalen Marketing werden Technologien und Werkzeuge des Internets (Suchmaschinen, Social Bookmarks, Neue Medien, Blogs, Social Media Marketing) zur Verbreitung von Informationen, zur Kommunikation und auch zur Kundenwerbung verwendet. Diese Form der interaktiven PR-Kommunikation kann von Unternehmen angewendet werden, um Informationen abseits der üblichen Kanäle zu verbreiten und um direkt mit den Zielgruppen zu kommunizieren. Ein großer Teilbereich im digitalen Marketing ist der Gebrauch von sozialen Netzwerken (Social Media Marketing). Das Aufkommen der neuen Technologien im Internet brachte ein Umdenken in der PR-Branche mit sich, die sich bisher auf klassische Medien, wie TV, Radio und Zeitschriften konzentrierte und mit den neuen Kanälen eine ganz neue Richtung einschlagen mussten. Das digitale Marketing ist damit als eine Erweiterung und Weiterentwicklung der Basistechniken in der PR zu sehen. Die Weiterentwicklung digitaler Technologien, beispielsweise der Gebrauch von Smartphones um aufs Internet zuzugreifen, Online-Shops zu besuchen, Verabredungen zu vereinbaren, lernen und Nachrichten zu lesen, erfordert eine ständige Anpassung in diesem Bereich.

### Litigation-PR
Unter Litigation-PR versteht man die Öffentlichkeitsarbeit im Rechtsstreit, bei der die Kommunikation im Rahmen von juristischen Auseinandersetzungen gesteuert wird. Diese Form der Pressearbeit wird in Kontinentaleuropa seit 2001 praktiziert und konzentriert sich seither speziell auf Onlinekanäle, wie soziale Medien. Zum Einsatz kommen auch visuelle Instrumente im Rahmen der professionalisierten, visuellen Rechtskommunikation.

## Ausbildung und Lehre
PR online und crossmedial wird heute an Universitäten und Fachhochschulen gelehrt. Eine Ausbildung ist zudem in Volontariaten in Unternehmen oder Agenturen möglich. Im Juli 2010 existierten in Deutschland elf PR-Masterstudiengänge, davon drei an Universitäten, fünf an Fachhochschulen sowie drei berufsbegleitende Angebote, bei denen zunehmend auch Online-PR eine Rolle spielt.
Neben einem Abschluss in einem Studiengang mit explizitem PR-Bezug und anschließendem Volontariat bzw. Trainee-Programm stehen diverse Einstiegs- und Qualifizierungswege vor allem für Hochschulabsolventen, aber auch Quereinsteiger aus anderen Berufsfeldern zur Wahl. Einen berufsbegleitenden Masterstudiengang kann man in Leipzig an der Leipzig School of Media belegen. Um eine Vergleichbarkeit der Angebote herzustellen, wurden mehrere Institutionen zum Zweck der Zertifizierung ins Leben gerufen, darunter die Akademie für Kommunikationsmanagement e. V. sowie die Prüfungs- und Zertifizierungsorganisation der deutschen Kommunikationswirtschaft (PZOK), die von den drei großen Kommunikationsverbänden Bundesverband deutscher Pressesprecher, Deutsche Public Relations Gesellschaft und Gesellschaft der Public Relations Agenturen gegründet wurde.
Qualifizierungsmöglichkeiten werden zudem in Kompaktseminaren (z. B. durch das Deutsche Institut für Public Relations e. V.), berufsbegleitenden Lehrgängen (z. B. über die Münchner Journalistenakademie oder die Deutsche Presseakademie) oder als Fernlehrgang angeboten.